# Jacob Laurentius Studach
Jacob Laurentius Studach (ur. 25 stycznia 1796 w Altstetten, zm. 9 maja 1873 w Sztokholmie) – szwajcarski duchowny katolicki, wikariusz apostolski Szwecji od 1833.

## Życiorys
Dzieciństwo i młodość spędził w rodzinnej Szwajcarii, po czym zdecydował się na wstąpienie do stanu kapłańskiego. Po ukończeniu studiów teologicznych 13 lutego 1820 został wyświęcony na księdza w katedrze w Eichstätt. Przez kolejne lata pracował jako duszpasterz w różnych parafiach tej diecezji.
W 1833 został wikariuszem apostolskim Szwecji. W tym samym roku przybył do Sztokholmu. Miał pod swoją opieką wspólnotę liczącą około 200 wiernych. W celu szerzenia katolicyzmu sprowadził nowych kapłanów z Holandii. Opublikował ponownie katechizm, który przetłumaczono na język szwedzki z niemieckiego oraz modlitewnik. Ukończył budowę pierwszego w Szwecji od czasów reformacji kościoła katolickiego pw. św. Eugenii, do którego chrzcielnicę podarował sam król Karol XIV. W tym czasie założono również cmentarz katolicki oraz urządzono pałac biskupi w nabytej nieruchomości przy Götgatan. W Göteborgu, założył nową parafię, liczącą pięćdziesięciu wiernych, którzy tam mieszkali. Wyświęcił też pierwszego kapłana pochodzenia szwedzkiego – Josefa Poppa, który później został proboszczem w Malmö. Założył również pierwszą parafię katolicką na terenie Norwegii w Christianii.
22 maja 1862 w zamian za swoje zasługi dla rozwoju Kościoła w Szwecji został nominowany na biskupa tytularnego Orthosias in Caria. Konsekracja biskupia miała miejsce 1 czerwca 1862. Zmarł w 1873 i został pochowany w stolicy kraju.